# Митино (Торжокский район)
Ми́тино — деревня в Торжокском районе Тверской области. Относится к Будовскому сельскому поселению.
Находится в 3 км к северу от города Торжка (0,5 км от автомагистрали «Москва — Санкт-Петербург»). Расположена на левом берегу реки Тверца, в деревне автодорожный мост через Тверцу, на правом берегу — усадьба Василёво и Архитектурно-этнографический музей. В 1,5 км к северу от Митино — деревня (бывший погост) Прутня.
Население по переписи 2002 года — 567 человека, 266 мужчин, 301 женщина.

## История
В XVIII—XIX веках Митино — имение дворян Львовых. По проекту Н. А. Львова был создан пейзажный парк.
В 1859 году в сельце Митино Новоторжского уезда 10 дворов, 58 жителей
В 1920 году в бывшей усадьбе открыт санаторий, на усадебной земле организован совхоз «Митино». В 1933 санаторий передан международной Ленинской школе и на её базе организован санаторий им. В. Пика.
В 1991 построен новый санаторный корпус на 500 мест.

## Население
| 1859 | 2002 | 2008 | 2010 |
| ---- | ---- | ---- | ---- |
| 58   | ↗567 | ↗589 | ↘532 |

## Инфраструктура
- Санаторий «Митино». Открыт в 1920 году в бывшей усадьбе Митино.
- ГУ «Торжокская школа-интернат» (для детей-сирот и детей, оставшихся без попечения родителей).
- ГУЗ «Митинский детский туберкулезный санаторий» (к югу от деревни).
- Почтовое отделение.